# Koeficient prepustnosti
Keoficient prepustnosti je razmerje med amplitudo ali gostoto energijskega toka vpadajoče svetlobe (elektromagnetnega valovanja) oziroma poljubnega valovanja in amplitudo ali gostoto energijskega toka prepuščene svetlobe ali valovanja. Označujemo ga s {\displaystyle T\!}.
Koeficient prepustnosti je vrednost brez enote (brezdimenzijska količina). Pogosto jo navajamo tudi kot procent, ki pove delež prepuščene svetlobe v primerjavi z vpadlo svetlobo.

## Kvantna mehanika
Posebno vlogo ima koeficient prepustnosti v kvantni mehaniki, kjer koeficient prepustnosti pomeni verjetnostni tok prepuščenega vala glede na vpadajoči val. Predstavlja verjetnost za prehod delca skozi potencialno jamo ali potemcialno bariero (tunelski pojav). 
Koeficient prepustnosti je v tem primeru definiran kot razmerje med tokom gostote verjetnosti prepuščenega in vpadajočega vala:
{\displaystyle T={\frac {|j_{prep}|}{|j_{vpad}|}}\!}
kjer je 
- {\displaystyle j_{prep}\!}  gostota toka verjetnosti prepuščenega vala (na drugi strani potencialne jame)
- {\displaystyle j_{vpad}\!} gostota toka verjetnosti vpadajočega vala